# Paderborner Hochfläche

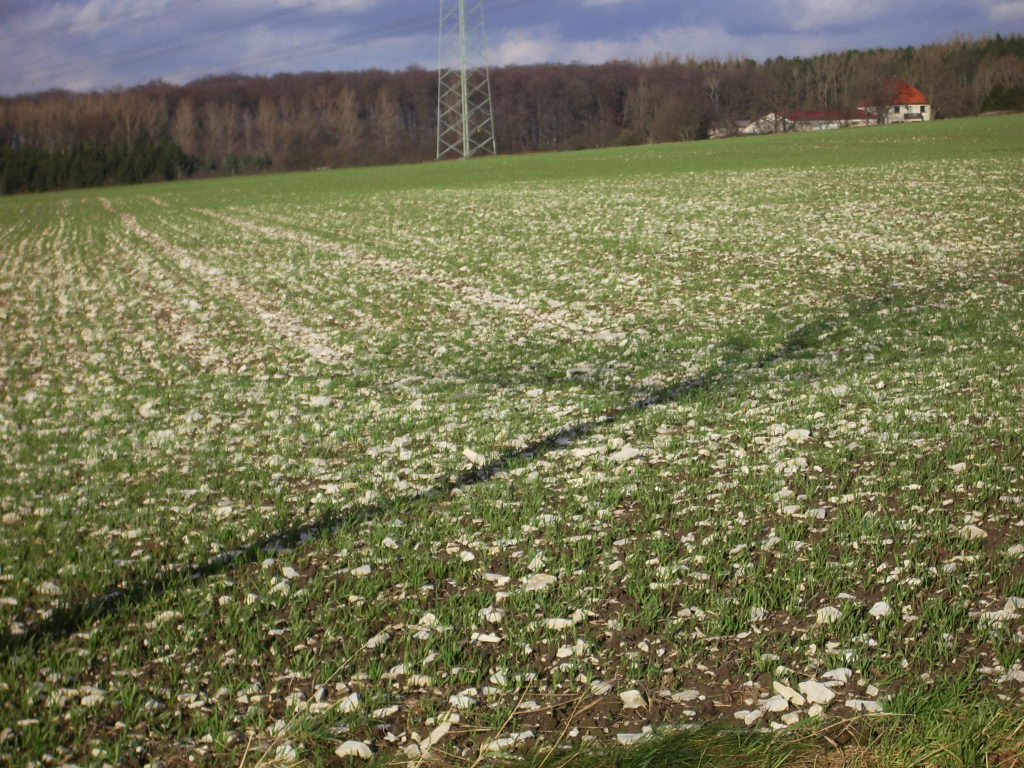
Kalkscherben auf der Paderborner Hochfläche bei Borchen

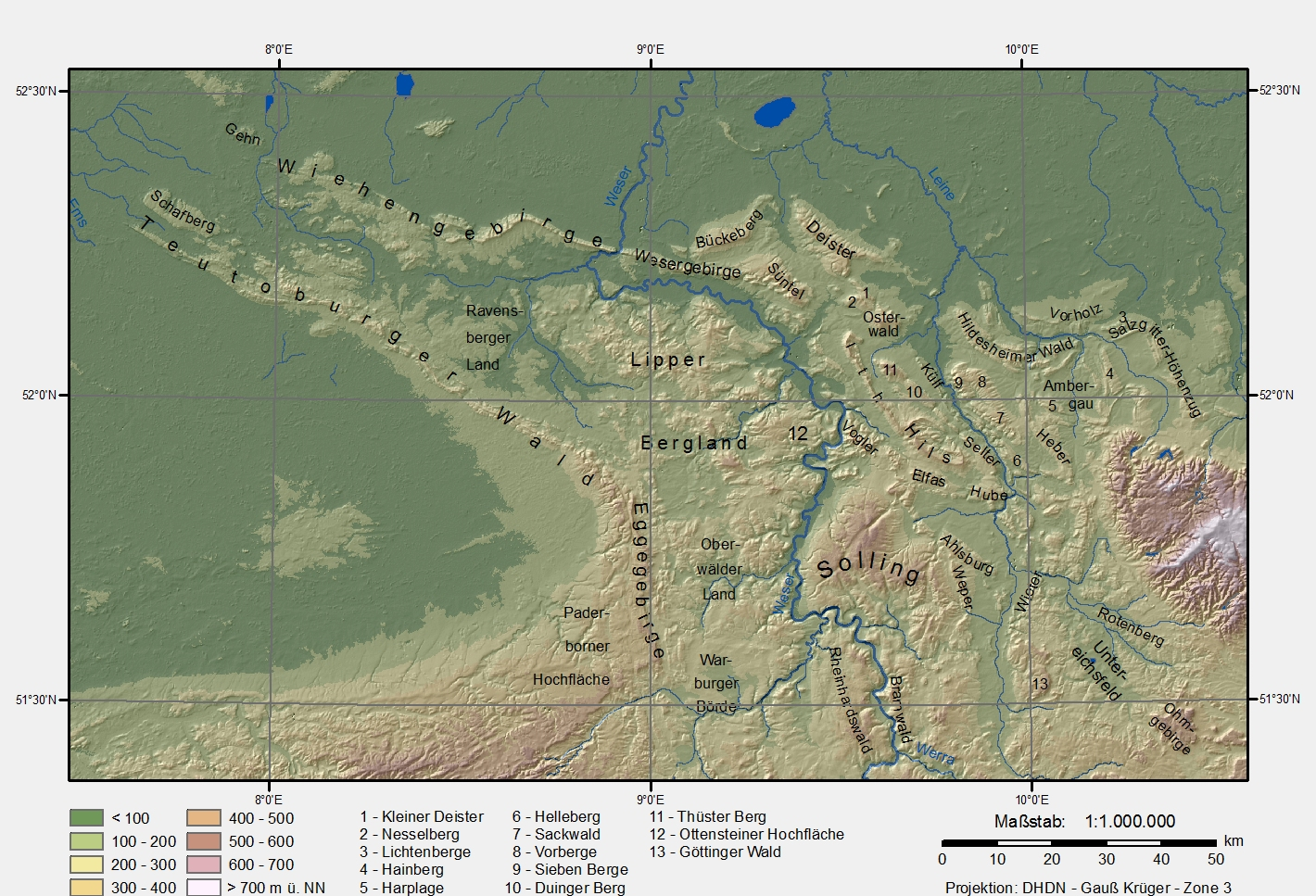
Die Paderborner Hochfläche mit den angrenzenden Regionen im Norden, Osten und Süden.

Die Paderborner Hochfläche ist von ihrem geologischen Aufbau her der südöstliche Abschluss der Westfälischen Bucht und gleichzeitig die größte Kalk- und die größte Karstlandschaft Westfalens. In der naturräumlichen Gliederung des Handbuchs der naturräumlichen Gliederung Deutschlands wird sie dem Oberen Weserbergland im Niedersächsischen Bergland zugeordnet.
Im Westen bildet das Almetal die Grenze zu den Hellwegbörden mit dem Haarstrang in deren Süden, an die sich nach Norden hin Lippeniederung, Senne und Teutoburger Wald anschließen. Den Ostrand begrenzt das Eggegebirge. Den südlichen Abschluss begrenzen das Sauerland und das Waldecker Tafelland.
Die Paderborner Hochfläche gliedert sich in vier Teillandschaften: Das Sintfeld im Süden, die Brenkener Bergplatte im Westen, das Bockfeld im Norden und die Lichtenauer Bergebene (Soratfeld) im Osten.